# Форни ди Сопра
Фо̀рни ди Со̀пра (на италиански: Forni di Sopra; на фриулски: For Disore, Фор Дисоре) е община в Северна Италия, провинция Удине, автономен регион Фриули-Венеция Джулия. Разположено е на 907 m надморска височина. Населението на общината е 1071 души (към 2010 г.).
Административен център на общината е село Вико (Vico).